# Сураттхані (провінція)
Сура́ттхані  (тай. สุราษฎร์ธานี) — найбільша за площею провінція південного Таїланду. Назва провінції та її однойменної столиці означає «місто добрих людей».

## Історія
У доісторичні часи тут проживали племена семангів та малайців. З III по XIII століття на Малакці та території Сураттхані було королівство Шрівіджаю, у місті Чайя збереглися руїни того періоду, а в окрузі розташована відреставрована пагода, побудована у VII столітті. Після падіння Шрівіджаї ця область була поділена на три міста, одне з яких підкорялося царству Накхонсітхаммарат, а два інших — столиці Таїланду. В 1899 міста об'єдналися в провінцію Чайя, а в 1915 король Вачіравуд (Рама VI) дав провінції назву Сураттхані.

## Географія
Сураттхані межує з провінціями: Чумпхон та Ранонг — на півночі, Крабі та Пхангнга – на південному заході та Накхонсітхаммарат — на південному сході.
Центр провінції представлений прибережною рівниною річки Тапі, переважно покритої пасовищами з рідкісними плантаціями каучуконосів та кокосової пальми. На заході Сураттхані розташований хребет Пхукет, вкритий лісами. Провінції також належать багато островів у Сіамській затоці, у тому числі туристичні Самуй, Пханган, Тау та національний парк Му-Ко-Анг-Тхонг.
Головні річки провінції - Тапі та Кірірат, які з'єднуються біля міста Тхакам, незадовго до впадання в бухту Бандон.

## Міста провінції
У провінції сім міст (острови Самуй та Пханган також мають статус міст):
| №  | Місто      | Тайська назва      | Населення, чол. | Примітки                     |
| -- | ---------- | ------------------ | --------------- | ---------------------------- |
| 1. | Сураттхані | เทศบาลนครสุราษฎร์ธานี | 127 550         |                              |
| 2. | Самуй      | เทศบาลเมืองเกาะสมุย  | 52 510          | Туризм                       |
| 3. | Тхакхам    | เทศบาลเมืองท่าข้าม    | 20 363          | Залізнична станція, аеропорт |
| 4. | Насан      | เทศบาลเมืองนาสาร    | 19 851          |                              |
| 5. | Талатчайя  | เทศบาลตำบลตลาดไชยา | 12 955          | Туризм                       |
| 6. | Донсак     | เทศบาลตำบลดอนสัก    | 11 357          |                              |
| 7. | Пханган    | เทศบาลตำบลเกาะพะงัน | 3 357           | Туризм.                      |

## Адміністративний поділ

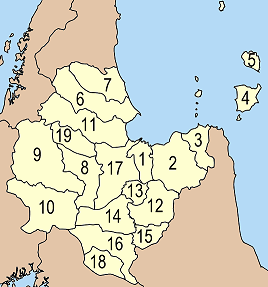
Округи (ампхе) провінції Сураттхані

Провінція ділиться на 19 районів (ампхе), які у свою чергу, складаються з 131 підрайону (тамбон) та 1028 поселень (мубан):
| 1. Mueang Surat Thani 2. Kanchanadit 3. Don Sak 4. Ko Samui 5. Ko Pha-ngan 6. Chaiya 7. Tha Chana 8. Khiri Rat Nikhom 9. Ban Ta Khun 10. Phanom | 1. Tha Chang 2. Ban Na San 3. Ban Na Doem 4. Khian Sa 5. Wiang Sa 6. Phrasaeng 7. Phunphin 8. Chai Buri 9. Vibhavadi |